# Maria de Wurtemberg
Maria Anna de Wurtemberg née Czartoryska le 15 mars 1768 à Varsovie et morte le 21 octobre 1854 à Paris, est une écrivaine, salonnière, philanthrope et princesse polonaise de la famille Czartoryski.

## Biographie
La princesse Maria Anna Czartoryska est le premier enfant du prince Adam Kazimierz Czartoryski et d'Izabela Flemming et elle reçoit une éducation très soignée dans l'esprit du patriotisme polonais. La princesse a pour professeurs des célébrités des Lumières polonaises : le poète Franciszek Karpiński, le dessinateur Jean-Pierre Norblin et le mathématicien Simon L’Hullier.

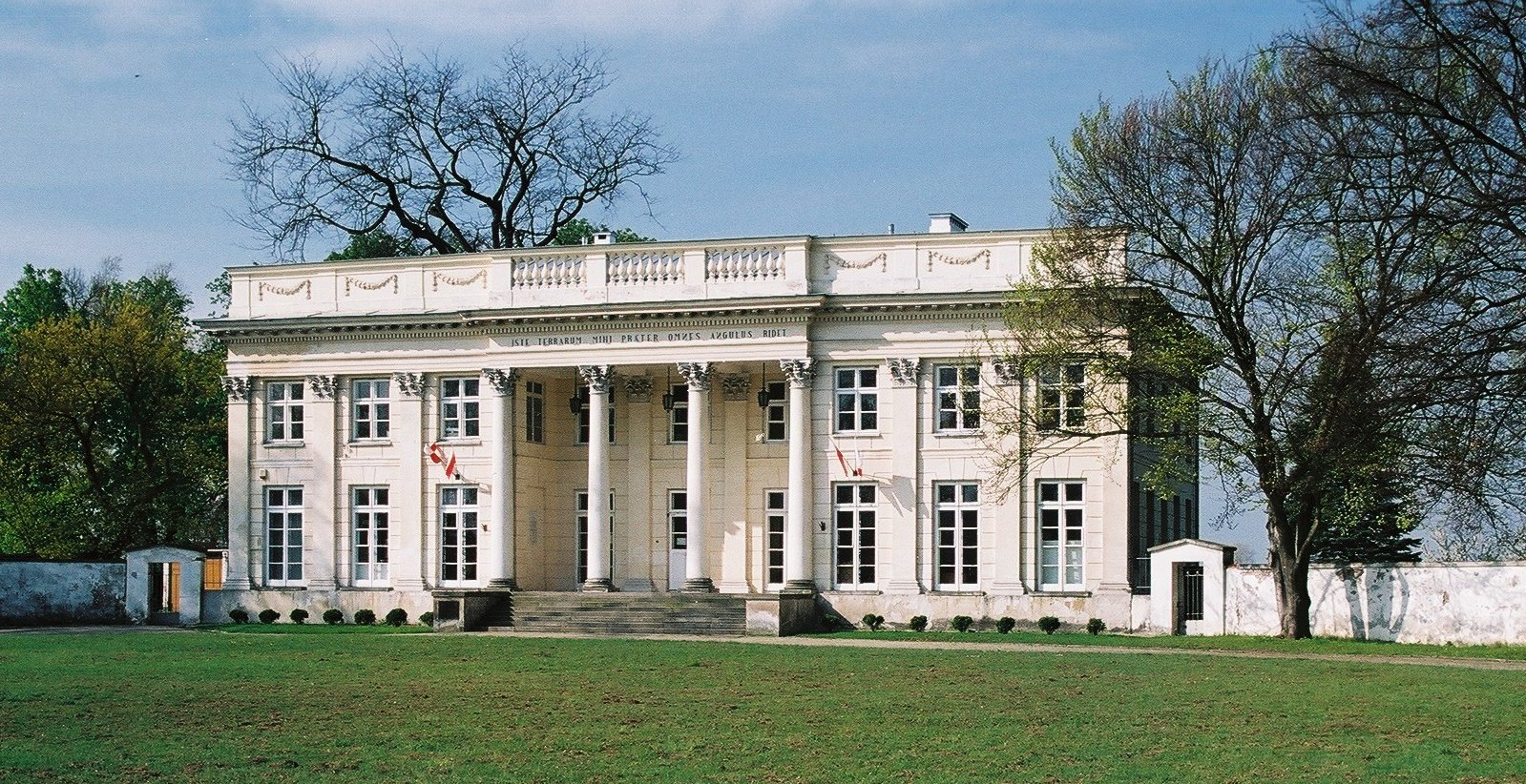
Palais de Maria que ses parents ont fait construire pour elle en cadeau de mariage à Puławy

Le 28 octobre 1784, à Siedlce, elle épouse le duc Louis-Frédéric de Wurtemberg, lié aux familles régnantes allemande et russe. De leur union naîtra Adam Karol Wilhelm de Wurtemberg (de) (1792-1847). Elle demande le divorce en 1792, après la trahison du prince lors de la campagne de 1792 (en tant que commandant de l'armée lituanienne, il agit en faveur de la Prusse et de la Russie) et l'obtient en octobre 1793. La garde de son fils âgé alors de deux ans est retiré à Maria. Il est confié aux soins de son père qui l'élève dans une haine profonde de sa mère, de sa famille et de la Pologne.
Après la création du Duché de Varsovie par Napoléon, elle vient à la capitale où elle tient un salon et regroupe autour d’elle des écrivains sentimentalistes tels que Julian Ursyn Niemcewicz ou Jan Maksymilian Fredro, Ludwik Kropiński, Jan Paweł Woronicz (pl), Józef Lipiński ou Feliks Bernatowicz. Elle écrit des poèmes, des récits et des romans. Malvina, ou l'instinct du cœur est son œuvre le plus célèbre publié en 1816 et traduit en français en 1817 par Anna Nakwaska. Sur la toile de fond d’insurrections paysannes et des guerres napoléoniennes, ce roman avec des thèmes autobiographiques évidentes, décrit toutes les vibrations de l’âme de son héroïne et suit l’évolution délicate de ses sentiments amoureux pour Lubomir. Il est reconnu comme le premier roman psychologique polonais.
Maria de Wurtemberg est également l’autrice d'Un voyage sentimental polonais, le premier « voyage du cœur » de la littérature polonaise.
Charmée par le village de Pilica, elle l'achète et y fait construire une église et un château. Elle organise des missions philanthropiques et éducatives auprès des paysans.
À la suite de l'insurrection de novembre 1830, elle réside à Wysocko en Galicie, avant de déménager au milieu des années 1830 au Palais Pálffy à Vienne. En 1837, elle rejoint Paris où elle réside auprès de son frère Adam Czartoryski à l'Hôtel Lambert.
Après sa mort, elle est inhumée dans le tombeau familial à Sieniawa.

Portraits
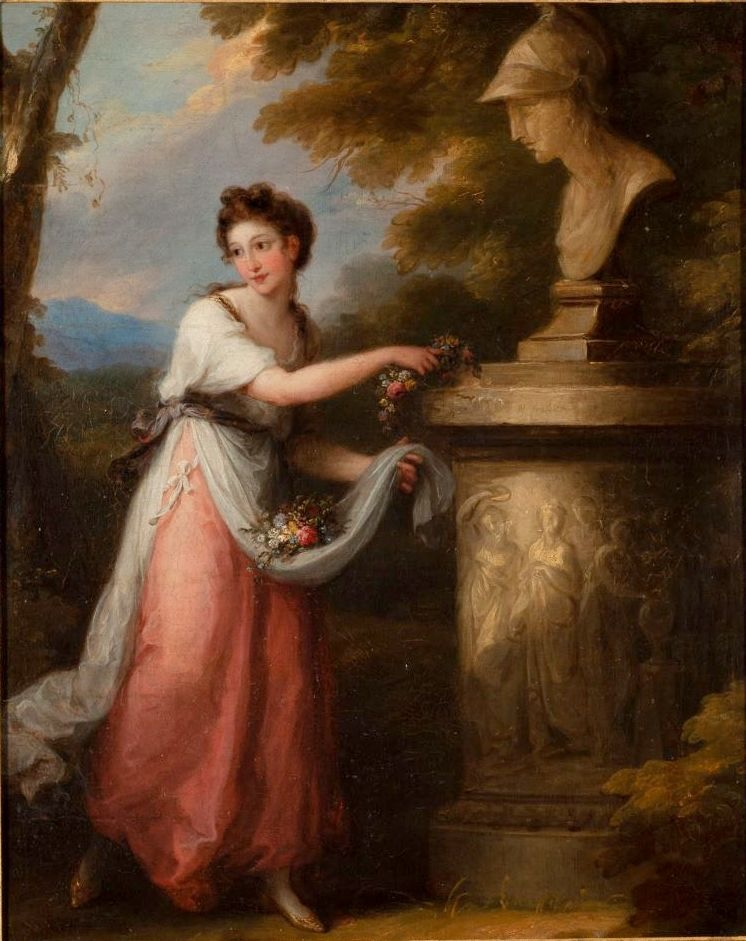
Maria de Wurtemberg née Czartoryska Angelica Kauffmann, 1782-1783 château de Łańcut, Pologne
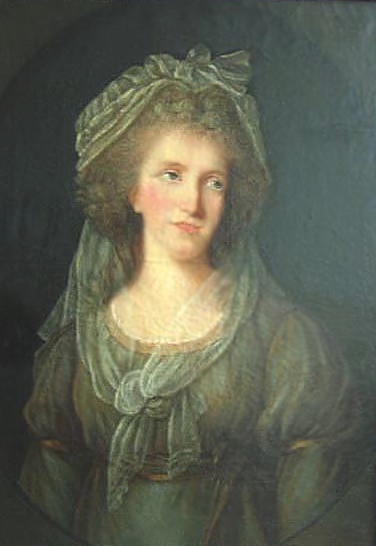
Mme de Wurtemberg Élisabeth Vigée Le Brun, 1793